# (5342) Le Poole
(5342) Le Poole (3129 T-2) – planetoida z pasa głównego asteroid okrążająca Słońce w ciągu 3,87 lat w średniej odległości 2,46 j.a. Odkryta 30 września 1973 roku.